# Стеро
Стеро (араб. ستيروح, трансліт. Stīrūḥ) — невелике прибережне місто на Сокотрі, Ємен. 

## Географія
Розташоване на півдні острова, за 37 кілометрів від Хадібо. Адміністративно належить до мухафази Сокотра. Населення - близько 561 мешканець.